# Негеса, Аннет
Аннет Негеса (англ. и суахили Annet Negesa; род. 24 апреля 1992, Игамба, Уганда) — бывшая легкоатлетка из Уганды, специализирующаяся на беге дистанции 800 метров. В подростковом возрасте она побила национальные рекорды Уганды на дистанции 800 и 1500 метров и трижды становилась чемпионкой страны на чемпионате Уганды по легкой атлетике. Негеса представляла свою страну на чемпионате мира 2011 года по легкой атлетике и победила  в забеге на 800 м на Всеафриканских играх 2011 года.
Как юниорка (до 20 лет) она завоевала командную бронзовую медаль на чемпионате мира по кроссу ИААФ 2010 года, бронзу в забеге на 800 метров на чемпионате мира среди юниоров по легкой атлетике 2010 года и две золотые медали на чемпионате Африки по легкой атлетике среди юниоров в 2011 году. Федерация легкой атлетики Уганды присвоила ей звание «Спортсмен года 2011».
Негеса интерсекс, из-за чего у неё высокий уровень тестостерона. В соответствии с правилами, установленными Международной ассоциацией федераций легкой атлетики, ей пришлось снизить уровень тестостерона, чтобы принимать участие в соревнованиях среди женщин. Она проконсультировалась с врачом, в результате чего в 2012 году ей сделали гонадэктомию для удаления яичек, находившихся у неё в брюшной полости. Негеса позже сказала, что цель проведенной операции была ей искажена, её сравнили с инъекцией. Неадекватная медицинская помощь и физический и психический ущерб в результате операции фактически положили конец ее карьере. Она вернулась к соревнованиям на чемпионате Уганды 2017 года, но преодолела 1500 метров за 5:06:18 — почти на минуту ниже своего лучшего результата.

## Международные соревнования
| Год  | Соревнование                                       | Место                 | Результат | Событие         | Время                         |
| ---- | -------------------------------------------------- | --------------------- | --------- | --------------- | ----------------------------- |
| 2010 | Чемпионат мира по бегу по пересечённой местности   | Быдгощ, Польша        | 14 место  | Юношеская гонка | 19:44                         |
| 2010 | Чемпионат мира по бегу по пересечённой местности   | Быдгощ, Польша        | 3 место   | Команда         | 81 балл                       |
| 2010 | Чемпионат мира по лёгкой атлетике среди юниоров    | Монктон, Канада       | 3rd       | 800 метров      | 2:02.51                       |
| 2010 | Чемпионат мира по лёгкой атлетике среди юниоров    | Монктон, Канада       | 8th (h1)  | 1500 метров     | 4:22.14                       |
| 2010 | Игры Содружества                                   | Нью-Дели, Индия       | 4th (h3)  | 800 метров      | 2:03.69                       |
| 2010 | Игры Содружества                                   | Нью-Дели, Индия       | —         | 1500 метров     | Не стартовала                 |
| 2010 | Игры Содружества                                   | Нью-Дели, Индия       | —         | 4 × 400 метров  | Дисквалификация               |
| 2011 | Чемпионат мира по лёгкой атлетике                  | Тэгу, Южная Корея     | 18th (sf) | 800 метров      | 2:01.51                       |
| 2011 | Чемпионат Африки среди юниоров                     | Габороне, Ботсвана    | 1 место   | 800 метров      | 2:04.94                       |
| 2011 | Чемпионат Африки среди юниоров                     | Габороне, Ботсвана    | 1 место   | 1500 метров     | 4:09.17 (национальный рекорд) |
| 2011 | Всеафриканские игры                                | Мапуту, Мозамбик      | 1 место   | 800 метров      | 2:01.81                       |
| 2011 | Всеафриканские игры                                | Мапуту, Мозамбик      | 7 место   | 1500 метров     | 4:24.32                       |
| 2011 | Чемпионат мира по бегу по пересечённой местности   | Пунта-Умбрия, Испания | 66 место  | Senior race     | 27:56                         |
| 2011 | Чемпионат мира по бегу по пересечённой местности   | Пунта-Умбрия, Испания | 6 место   | Senior team     | 148 баллов                    |
| 2012 | Чемпионат Африки по бегу по пересечённой местности | Кейптаун, ЮАР         | 9 место   | Senior race     | 27:58                         |
| 2012 | Чемпионат Африки по бегу по пересечённой местности | Кейптаун, ЮАР         | 3 место   | Senior team     | 1:53:17                       |
| 2012 | Чемпионат Африки по лёгкой атлетике                | Порто-Ново, Бенин     | 6 место   | 800 метров      | 2:02.84                       |